# Kolonia (Jelnia)
Kolonia (dawn. Kolonia Jelnia Bankowa) – część wsi Jelnia w Polsce, położona w województwie łódzkim, w powiecie opoczyńskim, w gminie Drzewica. Leży na północny wschód od Jelni właściwej, w pobliżu Augustowa.
W latach 1954–1961 wieś należała do gromady Jelnia, po jej zniesieniu w gromadzie Drzewica. W latach 1975–1998 miejscowość administracyjnie należała do województwa radomskiego.
Wierni kościoła rzymskokatolickiego należą do parafii św. Łukasza Ewangelisty w Drzewicy.